# Gabriel Costa
Gabriel Arcanjo Ferreira da Costa é um político são-tomense. Foi primeiro-ministro de São Tomé e Príncipe em duas ocasiões: em 2002 e entre 2012 e 2014, representando os partidos Acção Democrática Independente e União dos Democratas para Cidadania e Desenvolvimento, respetivamente.

## Carreira
Costa foi embaixador em Portugal de 2000 a 2002. Ele foi nomeado primeiro-ministro para liderar um governo de coalizão em abril de 2002.  No entanto, ele foi demitido desse cargo em 27 de setembro de 2002 pelo presidente Fradique de Menezes após o exército inquietação por causa de duas promoções controversas. 

A 3 de dezembro de 2012, foi novamente nomeado Primeiro-Ministro pelo Presidente Manuel Pinto da Costa, na sequência da destituição de Patrice Trovoada , que havia perdido a maioria parlamentar.